# 塩荘
 株式会社塩荘（しおそう）は、敦賀に拠点を置く企業。江戸時代から続く敦賀の豪商であり、明治時代以降は食品企業として発展してきた。敦賀駅の駅弁調製業者として有名だが、弁当などの生産請負・新規商品開発支援・食堂経営・料理宅配・通信販売など、多角的な事業を展開している。

## 沿革
- 江戸時代初期 - 敦賀で創業。業種は、塩売買・旅館業・料理屋などであったとされる。この頃から「塩荘」の名で呼ばれていた。
- 1902年（明治35年） - 1882年敦賀駅開業後駅弁業者が休業し駅弁がない時期が長く続いていたことから、当時の関口平一郎敦賀町長が、鉄道開通に協力して功績があった初代刀根荘兵衛に構内営業の再開を要請。
- 1903年（明治36年）4月1日 - 構内立売営業を引き受け、営業を開始。この時点での名称は「刀根荘兵衛商店」。
- 大正時代（1912年 - 1926年） - 料亭「塩荘」閉業。
- 1935年 - 法人化し合名会社刀根荘兵衛に改名改組。
- 1966年 - ドライブイン営業を開始。
- 1986年 - 株式会社に改組し、社名を「塩荘」に変更。
- 1988年 - ドライブインを別会社化（株式会社刀根商店）。
- 1989年 - 調理工場をつぬがフーズシステム株式会社として別会社化。
- 2000年 - 楽天市場に出店しインターネット通販を開始。

## 事業内容

### 食品製造および商品開発
自社商品以外に相手先ブランド商品の生産（OEM）を行っている。一日あたりの最大生産能力は25000食。また、そのための新商品開発支援も行う。

### 食堂経営
「しおそう」の商号で食堂のチェーン店経営を行っている。当初はフジオフードシステムのブランド「まいどおおきに食堂」の看板を掲げていた。

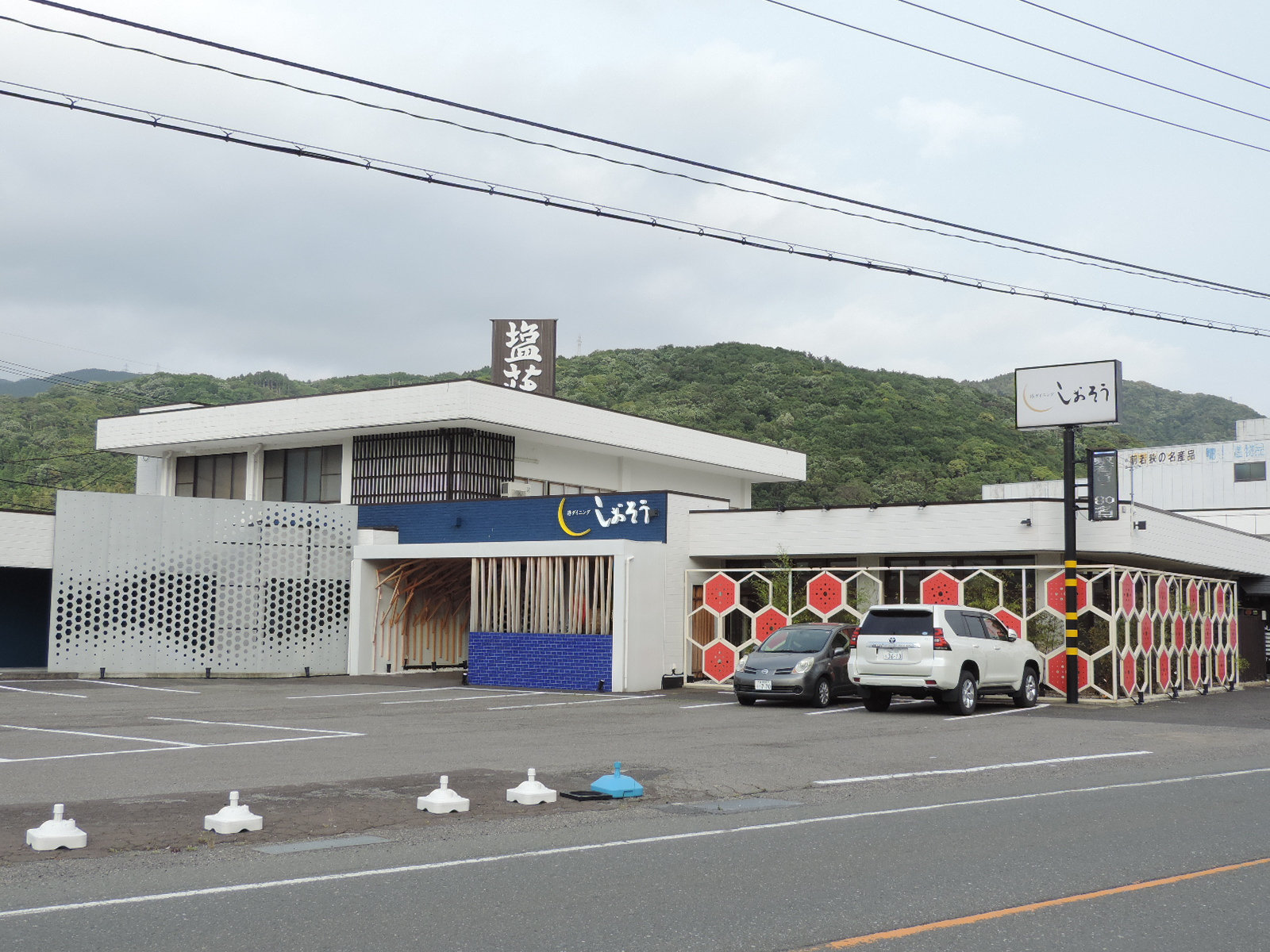
港ダイニングしおそう本店（福井県敦賀市）

### 駅弁
芦原温泉駅で駅弁の販売を行っている。他に、北陸トラベルサービス直営売店（「北陸のえきべん」の名称で福井駅・金沢駅・富山駅に設けられている）でも取り扱いがある。ブランドは「荘兵衛さんの～（各商品名・一部この冠が付かない商品もある）」。
かつては、敦賀駅・武生駅、特急列車の車内販売でも取り扱いがあった。2008年4月時点での商品ラインアップは以下の通り。
- 極上さばずし
- 極上かにずし
- 焼きさばずし
- あなごずし
- 元祖たいずし
- 越前かにずし
- 越前ますずし
- 鯖街道さばずし
- 角鹿（つぬが）弁当 - 車内販売では「幕の内弁当」で統一
- 北陸宴弁当 - 同上
- つるが　鯛の舞

その後、敦賀駅については2024年12月1日から西日本旅客鉄道及びジェイアールサービスネット金沢への委託で、2階乗換コンコース内の一角にワゴン販売形式で駅弁を販売。2025年4月1日からは委託販売を解除し、直接出店に切り替えて「塩荘敦賀駅新幹線売店」販売している。なお、販売形式は委託時代と同じくワゴン販売形式で、正式な店舗を持っていないものの、冷蔵保存で販売される駅弁が新たに追加されている。

### 料理宅配
パーティ用をはじめとする各種仕出しのほか、昼食・夕食の定期宅配サービスを行っている。